# Лавринович, Михаил Фёдорович
Михаил Фёдорович Лавринович (1 декабря 1929 — 9 сентября 2008) — советский и белорусский машиностроитель, один из организаторов белорусского автомобилестроения, генеральный директор производственного объединения «БелавтоМАЗ», председатель Белорусской конфедерации промышленников и предпринимателей, сопредседатель Национального Совета Республики Беларусь по трудовым и социальным вопросам, член Совета Международного конгресса промышленников и предпринимателей, основатель и Почетный Председатель Белорусской научно-промышленной ассоциации, заслуженный машиностроитель Белорусской ССР, почетный гражданин города Минска. Внёс большой вклад в развитие промышленно-предринимательского движения Беларуси и на постсоветском пространстве. Стоял у истоков создания Научно-промышленного союза СССР, Международного конгресса промышленников и предпринимателей, ОАО «Приорбанк». Избирался депутатом Верховного Совета СССР, Верховного Совета БССР и местных Советов.

## Биография
Михаил Фёдорович Лавринович родился 1 декабря 1929 года в поселке Телуша, находящемся недалеко от города Бобруйска, в Бобруйском районе Могилевской области, в Белорусской ССР, в крестьянской семье. После окончания школы приехал в Минск учиться в автомеханическом техникуме, который все годы был основным источником квалифицированных кадров для Минского автомобильного завода. В 1950 году, окончив техникум, начал работать на МАЗе наладчиком станков. Работал и учился на вечернем отделении Белорусского политехнического института (БПИ, ныне — БНТУ). В 1961 году окончил БПИ, продолжая работать на МАЗе. Работая там, Михаил Лавринович прошёл путь от наладчика до генерального директора объединения «БелавтоМАЗ» (1982), отработав на всех должностях иерархической цепочки: наладчик, мастер, старший мастер, инженер-технолог, начальник техбюро, заместитель начальника цеха, заместитель директора, главный инженер, технический директор, генеральный директор.
Весной 1989 года избран народным депутатом СССР  от Всесоюзной организации ветеранов войны и труда..
В 1994 Михаил Лавринович ушёл с поста руководителя объединения. Михаил Лавринович был последним руководителем завода, которого с почетом отправили на пенсию, а не уволили.
В 1990 году для выработки мер по сохранению национальной промышленности Беларуси в период развала Союза под его руководством была создана Белорусская научно-промышленная ассоциация (БНПА) — первое общественное объединение промышленников Беларуси. В 1993 году при его участии создана Белорусская конфедерация промышленников и предпринимателей. С 1994-го по 2000 годы Михаил Лавринович избирался председателем Совета БНПА.
В 1990-е нередко входил в состав различных государственных комиссий и групп по проведению государственных экспериментов: Комиссия по проблеме неплатежей при Кабинете Министров Республики Беларусь (1995—1997), Совет по промышленной политике при Совете Министров Республики Беларусь (1998—2001), Эксперимент по отработке предложенного БНПА механизма экономического оздоровления промышленности на основе разработки и производства конкурентоспособной продукции на ПО «БелАЗ» и Минском заводе шестерен,

Могила М. Ф. Лавриновича

Михаил Лавринович скончался 9 сентября 2008 года, на 79-м году жизни, после тяжелой и продолжительной болезни. 10 сентября в Доме культуры МАЗа состоялась гражданская панихида. Похоронен на Восточном кладбище г. Минска.

## Секретное задание
В 2007 Михаил Лавринович дал интервью газете «Рэспубліка», в котором рассказал о «сверхсекретном задании» партии. Приблизительно в конце 1960-х — начале 1970-х он руководил разработкой тягачей высокой грузоподъёмности, служащих шасси для новых ракет стратегического назначения. Это было сверхсекретное партийное задание, выполнение которого контролировало политбюро ЦК КПСС, а результаты экспериментального запуска ракет на этих шасси докладывались самому генсеку Л. И. Брежневу. По утверждению Лавриновича, этот период работы был для него самым тяжелым и ответственным за все полвека работы на заводе.
Михаил Лавринович работал тогда главным инженером Минского автозавода. Советский Союз приступал к выпуску новых ракет стратегического назначения, для которых требовались тягачи огромной грузоподъемности и с такими «данными», которые бы позволили им проходить по любой местности и оставаться устойчивыми во время пуска ракеты. Лавриновича вместе с министром автотракторного машиностроения срочно вызвали для беседы в ЦК КПСС. Сразу же строжайше предупредили: задание по тягачам сверхсекретное, о нём в министерстве будут знать только два человека — сам министр и Лавринович, как непосредственный исполнитель работы. Под новую технику не только создавались дополнительные производства, но и строились новые заводы, привлекались большие силы, отпускались огромные средства. Так в Минске появился завод колесных тягачей.
В ходе разработки тягача возникали технические вопросы, с которыми раньше никто в Советском Союзе не соприкасался, но их удалось решить, используя новые материалы и конструкторские идеи. Так, все кронштейны и подвеску решили изготавливать из титанового сплава. Вместо рессор установили гидравлику. Система из 12 цилиндров соединялась металлическими трубками, куда закачивалась специальная жидкость с азотом.
Во время первого испытательного пуска произошло ЧП — тягач просел. Чтобы исправить положение, военные решили не сообщать ЦК КПСС о пуске, а на полигон выслали группу заводских специалистов и новый комплект цилиндров системы, который Михаил Лавринович распорядился изготовить ещё загодя, «на всякий случай». Второй пуск оказался успешным, и о нём сообщили в ЦК. Как было потом выяснено, виноватой в неудачном первом пуске оказалась работница, которая промывала цилиндры. После промывки и чистки в них осталась окалина.
В 1977 Лавриновичу была присуждена Государственная премия СССР за освоение новой техники. Какой именно техники — не разглашалось, но сам Лавринович и другие, кому было положено, знали: за эти тягачи.

## Подлог
В книге И. П. Макаловича «Михаил Лавринович : По самому краю обрыва: Страницы жизни и испытаний» описан случай, как в 1980-х, когда Михаил Лавринович был уже на должности директора МАЗа, ему, рискуя своей карьерой, пришлось пойти на несогласованную коррекцию партийного документа, чтобы обойти неповоротливость бюрократической машины и дать возможность вовремя реализовать новую идею.
Идея была в том, что на уже существующей базе (которые создавались с большим запасом прочности), на старой основе можно быстро создать принципиально новую машину большой грузоподъемности, приблизительно на четырнадцать тонн, и сделать это в очень сжатые сроки. Михаил Лавринович сообщил об этом Михаилу Высоцкому, главному конструктору МАЗа. Несмотря на большую загрузку, Высоцкий и коллектив инженеров поддержали идею, и приступили к работе, не дожидаясь согласования «сверху» (для начала работы нужно было Постановление ЦК КПСС и Совмина). Когда Лавринович обратился к начальнику главка и заместителю министра, то получил отказ, потому что
уже «съездом партии утверждены директивы на новую пятилетку, в которых чёрным по белому записано, какие машины должен выпускать Минский автомобильный». А поправки в директивы съезда не вносил даже генеральный секретарь. Многочисленные обращения Лавриновича к министру также не дали результата.
И тогда Лавриновича осенило: «подправить ненужную строку в тех директивах на новую пятилетку — и тут же, словно по взмаху волшебной палочки, пойдут ресурсы…». Вместе с Высоцким он поехал в Москву. В Госплане, в отделе машиностроения, Лавринович обратился к Юрию Чуприкову, заведующему сектором, который курировал Минский автозавод. Чуприков поддержал идею. На второй день подкорректировали документ, вместо выпуска старых машин «поручили» минским автозаводцам перейти на производство новых, трехосевых автомобилей грузоподъемностью 14 тонн. Документ успешно завизировали и «дело закрутилось».
Но Лавринович столкнулся с кучей проблем по причине нехватки компонентов и запчастей. Смежники (поставщики компонентов) получили другой документ, неисправленный. Лавриновичу приходилось уговорами выбивать из них нужные части. В результате происходили задержки и срывы графика. Лавриновича не раз вызывали «на ковёр», объявляли выговор. Закончилось всё тем, что в Минск срочно прилетел министр автотракторного машиностроения Виктор Николаевич Поляков и Лавринович обо всём ему признался. Министр немедленно поручил подготовить проект приказа, по которому были задействованы все необходимые заводские мощности Союза, чтобы поставить Минскому автозаводу нужные компоненты.

## Достижения и награды
- Орден Дружбы народов (5 августа 1994 года, Россия) — за большой вклад в укрепление дружеских экономических связей между Российской Федерацией и Республикой Беларусь, обеспечение предприятий тяжёлой индустрии большегрузной автомобильной техникой[11].
- Два ордена Трудового Красного Знамени.
- Орден «Знак Почёта».
- Государственная премия СССР (1977).
- Государственная премия Белорусской ССР.
- Заслуженный машиностроитель Белорусской ССР.
- Почётная грамота правительства Российской Федерации (29 ноября 1999 года) — за большой личный вклад в развитие российско-белорусских отношений и в связи с 70-летием со дня рождения[12].
- Почётный гражданин города Минска (1999)[13].

Михаил Лавринович был одним из тех, кто стоял у истоков создания моделей автомобилей МАЗ принципиально нового направления, завоевавших признание далеко за пределами Белоруссии, являлся автором научных трудов, внесших весомую лепту в развитие белорусского машиностроения. Под его руководством и при непосредственном участии создана широкая гамма современной уникальной белорусской автомобильной техники грузоподъемностью от 8 до 250 тонн, освоено производство современных городских автобусов.
В заслугу Михаилу Лавриновичу ставят создание производственного и кадрового потенциала, который позволил белорусскому автомобилестроению успешно преодолеть экономический кризис, последовавший за распадом СССР, и выйти на ведущие позиции в странах СНГ. На самом МАЗе Михаил Федорович, «будучи в те годы генеральным директором, смог стабилизировать коллектив, удержать специалистов, когда отток квалифицированных кадров стал бедой всех предприятий». Также, подчеркивается его значительный вклад в развитие промышленно-предпринимательского движения в Белоруссии. Помимо деятельности внутри государства, Михаил Лавринович «внес значительный вклад в развитие промышленно-предпринимательского движения на всем постсоветском пространстве, в укрепление отношений экономического и человеческого сотрудничества между странами и народами. М. Ф. Лавринович стоял у истоков создания Научно-промышленного союза СССР, Международного конгресса промышленников и предпринимателей, ОАО „Приорбанк“».

## Отзывы современников
Члены Совета РОО «БНПА» высказались о Михаиле Лавроновиче в некрологе, вышедшем в газете «Рэспубліка»:

Вся жизнь Михаила Федоровича является ярким примером мужского благородства и достоинства, высокопрофессионального и преданного служения избранному делу.
— «Рэспубліка» (11.09.2008)
Президент Белоруссии Александр Лукашенко, когда скончался Михаил Лавринович, лично выразил соболезнование, в котором подчеркнул его заслуги перед страной:

Один из выдающихся организаторов отечественного машиностроения, руководитель высокого профессионального уровня, Михаил Федорович внес огромный вклад в создание перспективных моделей белорусских автомобилей, завоевавших признание далеко за пределами нашей страны"
— «БелаПАН» (10.09.2008)
Интернет-издание «Белорусский партизан» на своих страницах назвало Михаило Лавриновича «легендой белорусской экономики», а в издании «Белорусская деловая газета» Михаил Лавринович был назван «самым авторитетным представителем промышленной элиты».
В аналитическом еженедельнике «Белорусы и рынок» по смерти Михаила Лавриновича было сказано:

Вся жизнь Михаила Федоровича является ярким примером мужского благородства и достоинства, высокопрофессионального и преданного служения избранному делу.
— «Белорусы и рынок», №37(821), 15 - 22 сентября 2008
Ольга Ботяновская, которая лично знала Михаила Лавриновича, написала о нём в газете «Союзное вече»:

Как все деревенские ребятишки, Михаил пас гусей, свиней, коров, а однажды ему доверили и вовсе ответственное дело — работать в колхозе конюхом. Досматривал огромный табун лошадей, гонял его в ночное — полторы сотни голов были на его попечении и ответственности. И ничего, справился… Михаил Федорович, выросший в простой крестьянской семье, по-прежнему любил деревню, не чурался простых людей, оставался доступен, отзывчив и прост в общении, никогда не ставил себя выше другого
— «Союзное вече» (01.09.2008)
Также, Ольга Ботяновская подчеркнула огромное трудолюбие, самоотдачу и организованность Михаила Лавриновича:

…И требовательным Михаил Федорович был прежде всего к себе, а потом уж к людям. С семи утра он всегда был на заводе. Порой рабочий день тянулся до десяти вечера. Иногда и до двух ночи. Ведь на МАЗе есть такие производства, которые работают беспрерывно. И такие нагрузки выдерживал многие годы. Всю жизнь Михаил Федорович трудился творчески, самозабвенно, отдавая себя без остатка. Он был очень организован.
— «Союзное вече» (01.09.2008)
Кандидат исторических наук и литератор Иван Петрович Макалович посвятил Михаилу Лавриновичу документально-художественную повесть под названием «Михаил Лавринович : По самому краю обрыва: Страницы жизни и испытаний», изданную в 1999 г. небольшим тиражом в 1000 экземпляров.